# Санта-Катарина (Гуанахуато)
Санта-Катарина (исп. Santa Catarina) — город и административный центр одноимённого муниципалитета в мексиканском штате Гуанахуато. Численность населения, по данным переписи 2010 года, составила 1 463 человека.

## История
Посёлок был основан Алехо де Гусманом в 1580 году по поручению вице-короля Новой Испании Луиса Веласко.